# Svipdagsmál

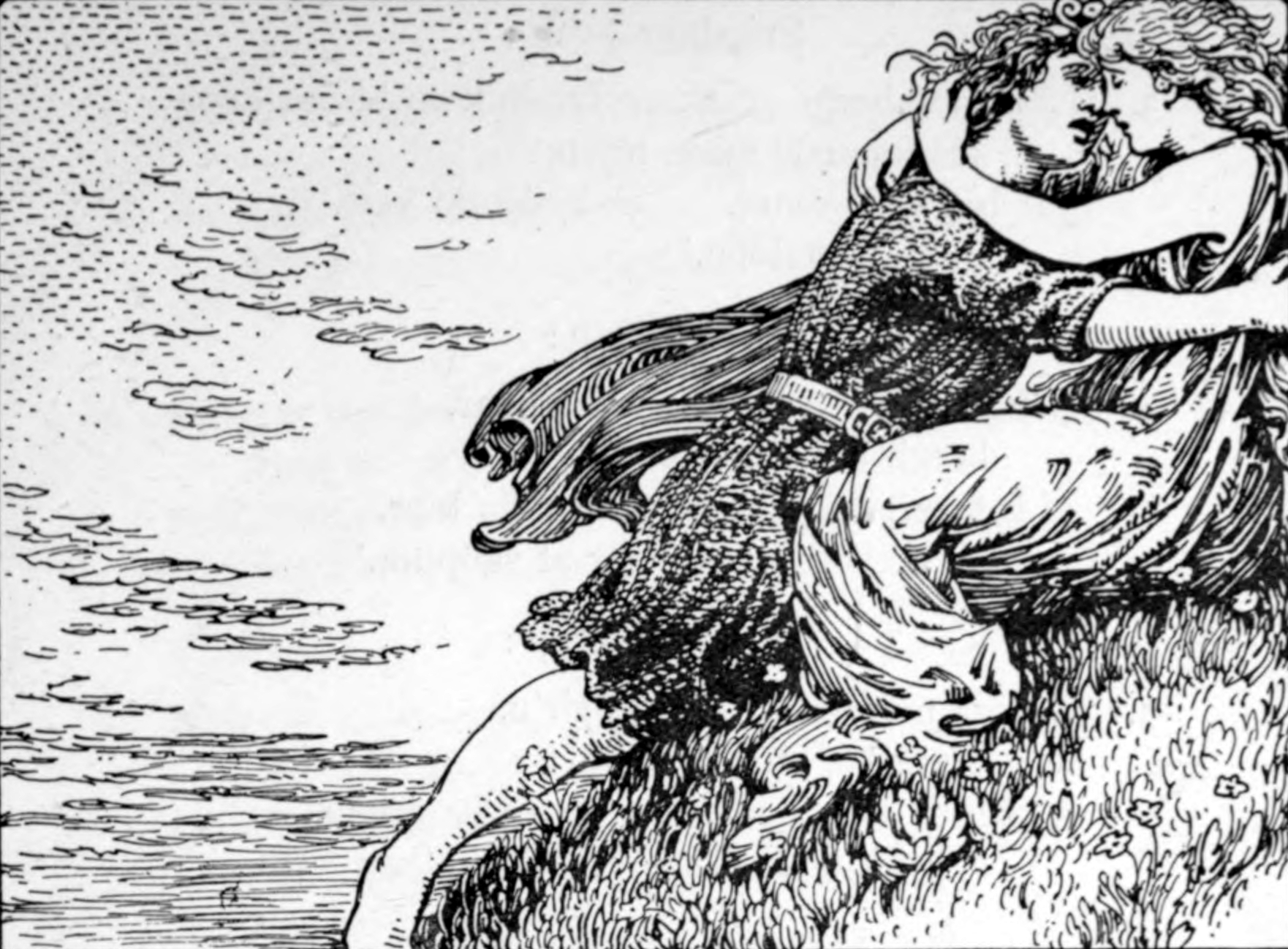
Svipdagr rencontre sa bien-aimée sur cette illustration DE W. G. Collingwood.

Svipdagsmál ou La Lai de Svipdagr est un ensemble de poèmes rédigé en vieux norrois de l’ Edda poétique, composé de deux poèmes, Grógaldr et Fjölsvinnsmál. Ces deux œuvres sont rassemblées puisqu’elles ont un narrateur commun, Svipdagr. En outre, ces poèmes semblent avoir une origine commune tant ils sont similaires dans l’utilisation de la langue, leur structure, leur style et leur mètre (ljóðaháttr). Ces deux poèmes apparaissent dans plusieurs manuscrits du XVIIe siècle. Dans au moins trois de ces manuscrits, ces poèmes sont inversés et séparés par un autre poème eddique intitulé Hyndluljóð. Pendant longtemps, le lien entre les deux poèmes n’avait pas été établi ; et ce, jusqu’en 1854 lorsque Svend Grundtvig mit en évidence le lien entre l’histoire racontée dans Grógaldr et la première partie de la ballade médiévale scandinave Ungen Sveidal/Herr Svedendal/Hertig Silfverdal. En 1856, Sophus Bugge remarqua que la dernière partie de cette ballade correspondait à Fjölsvinnsmál. Bugge a décrit ce lien dans Forhandlinger i Videnskabs-Selskabet i Christiania en 1860, donnant le titre Svipdagsmál aux deux poèmes réunis. Les érudits ont par la suite admis ce titre.

## Poèmes

### Grógaldr
Dans ce premier poème, le jeune Svipdagr a été contraint par sa cruelle belle-mère à demander la main de Menglöð. Afin de l’aider à accomplir cette tâche apparemment impossible, il invoqua l’esprit de sa défunte mère, Gróa, une völva ou sorcière. Elle chanta neuf incantations (un chiffre important dans la mythologie nordique).

### Fjölsvinnsmál
Dans ce deuxième poème, Svipdag, ayant survécu aux rudesses du voyage le menant à Menglöð, fait face au gardien géant, Fjölsviðr. Fjölsviðr est l’un des noms des principaux dieux d’Ásgard, Odin. Fjölsviðr dit à Svipdagr de s’en aller, tout en lui demandant son nom, mais Svipdagr le dissimule judicieusement. S’ensuit un jeu de devinettes, au cours duquel Svipdagr apprend que Menglöð vit dans un château dont Fjölsviðr est le gardien, et que nul ne peut y entrer sauf Svipdagr lui-même. Ce dernier donne alors son vrai nom, les portes du château s’ouvrent et Menglöð l’accueille en sauveur.

## Théories
Jusqu’à présent, les études menées ne sont pas parvenues à un consensus quant à la signification de ces poèmes, donnant lieu à plusieurs théories différentes. Jacob Grimm (1835) a identifié Menglöð  comme étant Freyja. Viktor Rydberg (1889) a identifié Svipdagr comme étant le mari de Freyja, Óðr, Menglöð comme étant Freyja, et Fjölsviðr en tant que représentation d’Odin. Hjalmar Falk (1893) admet l’influence des poèmes sur le Grail. Jan de Vries (1941) en est arrivé à la conclusion que l’auteur avait écrit ce poème eddique à partir d’un conte, l’histoire d’une princesse ensorcelée et de son fiancé, mêlant emprunt et invention. Otto Höfler (1952) et F.R. Schröder (1966) ont distingué des éléments issus du mythe et du rituel traitant de la renaissance de la terre chaque printemps, sous les rayons du soleil. Einar Ólafur Sveinsson (1975) affirme que la teneur du poème vient de la légende irlandaise d’Art mac Cuinn. Lotte Motz (1975), quant à elle, affirme que le poème représente l’initiation d’un jeune héros au culte de la Déesse Mère, associant Gróa, la mère de Svipdagr, à la fiancée de ce dernier, Menglöð. Cette interprétation est principalement basée sur une interprétation réductrice du terme mögr dans Fjölsvinnsmál 47. Plus récemment, John McKinnell (2005) a déclaré : "Il n’y a aucunement besoin d’associer Menglöð à Gróa, et ceux qui veulent de voir les incantations de Gróa’s comme étant des rites initiatiques détourne certaines d’entre elles de leur sens premier."